# دايفيد لاندس
ديفيد سول لاندس (29 أبريل 1924-17 أغسطس 2013) كان أستاذًا للاقتصاد والتاريخ بجامعة هارفارد. وهو مؤلف كتاب المصرفيون والباشاوات وثورة في الزمن وبروميثيوس متفلّتاً وغنى وفقر الشعوب وسلالة حاكمة. حظيت أعماله بالثناء على إعادة سرد التاريخ الاقتصادي بالتفصيل، فضلاً عن الازدراء بتهمة المركزية الأوروبية، وهي تهمة تبناها علنًا، بحجة أن تفسير المعجزة الاقتصادية التي حدثت في الأصل فقط في أوروبا يجب أن يكون بالضرورة تحليلًا مركزيًا لأوروبا.

## مسار مهني
حصل لاندس على الدكتوراه من جامعة هارفارد عام 1953 وبكالوريوس من كلية مدينة نيويورك عام 1942. أثناء انتظاره الإستدعاء للخدمة في الحرب العالمية الثانية درس لانديز تحليل الشفرات. فتعيين في سلاح الإشارة حيث عمل على فك تشفير الرسائل اليابانية المشفرة. 
وصفه المؤرخ نيال فيرغسون بأنه أحد «أكثر مرشيديه احتراما».
كان لاندس عضوًا في الأكاديمية الأمريكية للفنون والعلوم والأكاديمية الوطنية الأمريكية للعلوم والجمعية الفلسفية الأمريكية.
ابنه ريتشارد لاندس، مؤرخ ومؤلف أمريكي، وأستاذ مشارك في قسم التاريخ بجامعة بوسطن. 

## أعماله
- Landes، David S. (2007). Dynasties: Fortunes and Misfortunes of the World's Great Family Businesses: Why Some Are So Rich and Some So Poor. New York: Viking. ISBN:978-0-670-03338-6.
- Landes، David S. (1998). غنى وفقر الشعوب: Why Some Are So Rich and Some So Poor. New York: W.W. Norton. ISBN:0-393-04017-8.
- Landes، David S. (1983). Revolution in Time. Cambridge, Massachusetts: Harvard University Press. ISBN:0-674-00282-2.
- Landes، David. S. (1969). The Unbound Prometheus: Technological Change and Industrial Development in Western Europe from 1750 to the Present. Cambridge, New York: Press Syndicate of the University of Cambridge. ISBN:0-521-09418-6.
- Landes, David S., Bankers and Pashas: International Finance and Economic Imperialism in Egypt (1958)

## أنظر أيضا
- الحتمية البيئية